# عسکری اوییشن
عسکری اوییشن (به انگلیسی: Askari Aviation) یک شرکت هواپیمایی با کد یاتا 4K است که در تاریخ ۱۹۹۵ میلادی تأسیس شده است. دفتر مرکزی عسکری اوییشن در راولپندی، پاکستان واقع شده‌است.